# Niz
Općenito, niz možemo zamisliti kao objekte poredane po nekom pravilu, tako da uvijek znamo tko je prethodnik i sljedbenik svakog objekta u redu (osim eventualno prvog i zadnjeg).
Uzmimo za primjer razred od dvadeset učenika koji su poredani po abecednom redu. Za svakog od učenika znamo tko je "prije" njega (osim kod prvog), a tko "poslije" (osim kod zadnjeg).
To možemo zamisliti kao da smo svakom od brojeva iz skupa {\displaystyle \lbrace 1,2,3,...,20\rbrace } pridružili po jednog učenika.
Sličan primjer su dani u tjednu (brojevima od 1 do 7 pridruženi su prvi dan, drugi dan,...).

## Matematička definicija niza
Takvi primjeri motiviraju matematičku definiciju niza:  funkciju {\displaystyle f:\mathbb {N} \rightarrow S} zovemo niz u skupu S.
Dakle, niz je funkcija kojoj je domena skup prirodnih brojeva, a kodomena neki skup S. U prvom našem primjeru, skup S bi mogao biti {"Učenici razreda"}, a u drugom {"Dani u tjednu"}.
Niz se, umjesto uobičajene notacije {\displaystyle f(n)=...}, označava sa {\displaystyle (a_{n})_{n\in \mathbb {N} }} ili samo {\displaystyle (a_{n})_{n}} ili {\displaystyle (a_{n})}.

## Primjeri
Članovi niza zadanog sa {\displaystyle f(n)={\frac {1}{n}}} izgledaju ovako: {\displaystyle (a_{n})_{1}=1,\ (a_{n})_{2}={\frac {1}{2}},\ (a_{n})_{3}={\frac {1}{3}},\ (a_{n})_{4}={\frac {1}{4}},...}
Primjećujemo da je brojnik uvijek jedan, a nazivnik su prirodni brojevi. Broju jedan je pridružen 1, broju dva 1/2, broju tri 1/3, i tako dalje.
Zato kažemo da je npr. 1/16 šesnaesti član niza. Oznaka trotočje označava da je niz beskonačan.
Sama funkcija može biti definirana s više od jednog pravila.
Primjer za takvu funkciju je:
{\displaystyle g(n):\mathbb {N} \rightarrow \mathbb {N} _{0}}
{\displaystyle g(n):={\begin{cases}n,&{\mbox{ako je }}n{\mbox{ neparan}}\\0,&{\mbox{ako je }}n{\mbox{ paran}}\end{cases}}}
Ova funkcija također zadovoljava uvjete za niz jer joj je domena skup {\displaystyle \mathbb {N} } (kodomena je skup {\displaystyle S=\mathbb {N} _{0}}).
Članovi ovog niza izgledaju ovako: {\displaystyle 1,0,3,0,5,0,7,0,9,0,...}

## Posebni nizovi
Posebno se često proučavaju aritmetički niz i geometrijski niz.

## Konvergentni nizovi realnih brojeva
Niz {\displaystyle a_{n}} realnih brojeva konvergira realnom broju {\displaystyle a_{0}}, ako za svako {\displaystyle \epsilon >0} postoji prirodni broj {\displaystyle n_{0}} takav da:str. 67.
{\displaystyle (n>n_{0})\implies (|a_{n}-a_{0}|<\epsilon )}
Broj {\displaystyle a_{0}} se naziva limes niza {\displaystyle a_{n}}. Kao primjer niz
{\displaystyle a_{n}={\frac {1}{n}}}
konvergira i limes niza je 0. Rastući i padajući nizovi se nazivaju monotonim nizovima. U matematičkoj analizi osnovni rezultat o nizovima je: svaki ograničen i monoton niz realnih brojeva je konvergentan.:69